# Genévrier écailleux
Juniperus squamata
Espèce
Statut de conservation UICN

 LC  : Préoccupation mineure
Le genévrier écailleux (Juniperus squamata) est un arbre d'Asie appartenant au genre Juniperus et à la famille des Cupressaceae.